# Wiktor Pacajew
Wiktor Iwanowicz Pacajew  (ros. Виктор Иванович Пацаев, ur. 19 czerwca 1933 w Aktiubińsku, zm. 29 czerwca 1971 w przestrzeni kosmicznej) – radziecki kosmonauta, Lotnik Kosmonauta ZSRR. Brał udział w misji Sojuz 11, w trakcie której zginął podczas przygotowań do  ponownego wejścia w atmosferę. Odkryto, że tuż przed opuszczeniem niskiej orbity okołoziemskiej otworzył się zawór, który rozhermetyzował kapsułę, dusząc całą załogę.
Prochy Pacajewa zostały złożone w Cmentarzu przy Murze Kremlowskim na Placu Czerwonym w Moskwie. Pośmiertnie otrzymał tytuł Bohatera Związku Radzieckiego, Order Lenina i tytuł Lotnika Kosmonauty ZSRR. Jego imieniem nazwano krater księżycowy i planetoidę 1791 Patsayev.
Stowarzyszenie Uczestników Lotów Kosmicznych (Association of Space Explorers) przyznało mu pośmiertnie Universal Astronaut Insignia za lot orbitalny (nr 53).

## Życiorys
6 czerwca 1971 r. wystartował w kosmos na pokładzie statku Sojuz 11. Był członkiem trzyosobowej załogi, która jako pierwsza w historii astronautyki pracowała na pokładzie załogowej stacji kosmicznej Salut 1. Razem z nim udział w misji brali: Gieorgij Dobrowolski oraz Władisław Wołkow. Był odpowiedzialny za przeprowadzenie eksperymentów naukowych. 29 czerwca 1971 r., po zakończeniu prac na pokładzie stacja kosmiczna Salut 1, statek kosmiczny Sojuz 11 odcumował od niej i rozpoczął manewr lądowania. Kabina podczas tej operacji uległa rozhermetyzowaniu, a kosmonauci, którzy tak jak w czasie wcześniejszych misji Sojuzów nie posiadali skafandrów, ponieśli śmierć.
Oficjalny czas lotu wyniósł 23 dni, 18 godzin, 21 minut i 43 sekundy.